# Motorowodne Mistrzostwa Europy w klasie S-550 2008
Motorowodne Mistrzostwa Europy w klasie S-550 2008 - odbyły się w dniach 6-7 września 2008 roku w Zbąszyniu. Mistrzem Europy w tej klasie został Lechosław Rybarczyk.

## Rezultaty
| złoto |
| ----- |

 Lechosław Rybarczyk - 1200 pkt.
| srebro |
| ------ |

 Aron Tabori - 925 pkt.
| brąz |
| ---- |

 Lauris Gutmanis - 769 pkt.
4.  Arturs Brolttis - 638 pkt.
5.  Łukasz Ciołek - 423 pkt.
6.  Peteris Pelnens - 415 pkt.
7.  Erik Aaslav-Kaasik - 307 pkt.
8.  Andrzej Lisy - 243 pkt.